# Henri Ferretti
Pour les articles homonymes, voir Ferretti.
Henri Ferretti, né le 23 mars 1943 à Montpellier et mort le 25 mai 2011, à La Nouvelle-Orléans est un avocat et homme politique français, membre des Républicains indépendants puis de l'UDF.

## Biographie
Avocat au barreau de Thionville, il est le suppléant de Maurice Schnebelen à partir de 1973. À la mort de ce dernier, il lui succède sur les bancs de l'Assemblée nationale le 26 mars 1976. Candidat titulaire dans la 4e circonscription de la Moselle (circonscription de Thionville) lors du scrutin législatif de 1978, il est élu député sous l'étiquette du Parti républicain.
Candidat à sa réélection lors des élections législatives de 1981, avec Jean-Pierre Heitz pour suppléant, il vire en tête du premier tour mais est battu au second par le socialiste Robert Malgras.
Conseiller municipal d'opposition à Thionville sous l'ère du communiste Paul Souffrin de 1977 à 1994, il est adjoint au maire entre 1995 et 2008 sous les mandats de Jean-Marie Demange (RPR puis UMP). Il est par ailleurs conseiller régional de Lorraine de 1976 à 1981 et de 1986 à 1998, ainsi que vice-président du conseil régional, et conseiller général du canton de Sierck-les-Bains et vice-président du conseil général entre 1982 à 1994.

## Détail des fonctions et des mandats

### Mandats parlementaires
- 26 mars 1976 - 2 avril 1978 : député de la 4e circonscription de la Moselle
- 19 mars 1978 - 22 mai 1981 : député de la 4e circonscription de la Moselle

### Mandats locaux
- 1976 - 1981 : conseiller régional de Lorraine
- 1977 - 1994 : conseiller municipal d'opposition de Thionville
- 1982 - 1994 : conseiller général du canton de Sierck-les-Bains et vice-président du conseil général de la Moselle
- 1986 - 1998 : conseiller régional de Lorraine
- 1986 - 2011 : président du SMVT Les Trois Frontières
- 1995 - 2008 : adjoint au maire de Thionville
- Vice-président du conseil régional de Lorraine

## Décorations
- Officier de la Légion d'honneur
- Chevalier de l'Ordre national du Mérite
- Officier des Palmes académiques
- Commandeur du Mérite agricole